# Chien de sauvetage

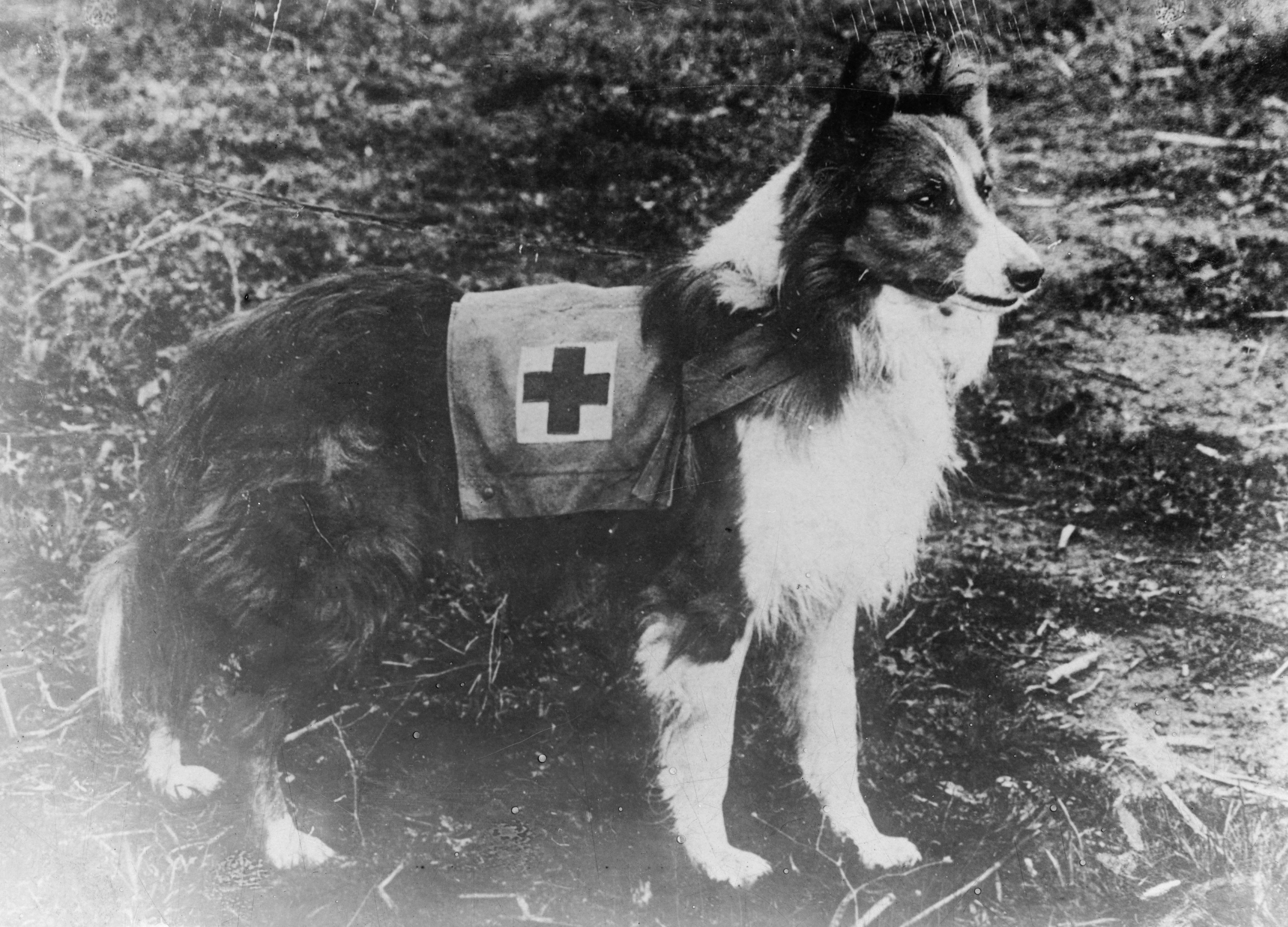
Chien de sauvetage italien, 1909

Un chien de sauvetage est un chien utilisé pour sauver des personnes.
Il est beaucoup utilisé en montagne (Berger allemand, Malinois) ou en mer (Terre-neuve, Landseer, Labrador retriever, Golden retriever) et dans les régions difficiles d'accès.
Les capacités olfactives et auditives du chien sont plus développées que celles de l'Homme, car elles contiennent 15 fois plus de cellules olfactives. Les capteurs de son, utilisés pour détecter un battement de cœur, ne fonctionnent que dans le silence complet. Les talents canins exceptionnels sont ainsi employés pour localiser et sauver les personnes disparues.
Un chien d'avalanche a pour travail de localiser, grâce à son flair, les victimes d'une avalanche, coincées sous la neige. Guidé par son maître, il doit intervenir le plus rapidement possible après l’avalanche pour pouvoir réussir à sauver des victimes. Le couple maître/chien est souvent héliporté pour gagner du temps. Il intervient dans le cadre du plan départemental du secours en montagne.
La complicité entre le chien et son maître est indispensable. Le chien qui a trouvé quelque chose se met à aboyer, remuer la queue et à gratter la neige. L’homme peut prendre la suite. Les équipes cynotechniques spécialisées pour la recherche de victimes d'avalanches s’entraînent régulièrement.
Il y a en France environ 300 chiens d’avalanches. Les races les plus employées sont les bergers allemands et les malinois. Les couples maître/chien ont suivi une formation agréée par la Direction de la Défense et de la Sécurité Civile du Ministère de l’Intérieur et doivent participer chaque hiver au minimum à cinq entraînements. La gendarmerie et la police nationale ont leur propre formation interne. 
L'emploi des chiens d'avalanche pourrait cependant à terme être menacé par l'utilisation de drones détecteurs de victimes
.